# سیارک ۲۳۲۳۴
سیارک ۲۳۲۳۴ (به انگلیسی: 23234 Lilliantsai، نامگذاری:2000WO88) بیست و سه هزار و دویست و سی و چهارمین سیارک کشف شده‌است که در ۲۰ نوامبر ۲۰۰۰ کشف شد.
قدر مطلق سیارک برابر ۱۷.۰ است.